# Indian Army
Indian Army (IA; dewanagari भारतीय थलसेना, Bhāratīyan Thalasēnā) – wojska lądowe Indii, najliczniejszy z czterech rodzajów sił zbrojnych, istnieją od uzyskania niepodległości przez Indie Brytyjskie. Od samego powstania wojsko było zawodowe, w 2010 liczyło ponad 1,1 miliona personelu w czynnej służbie, będąc drugim pod względem liczebności, po Chińskiej Armii Ludowo-Wyzwoleńczej.

## Historia
Chociaż współczesna armia indyjska istnieje od 1947 roku, posiada bogate tradycje wojskowe, będąc bezpośrednią kontynuatorką British Indian Army, siły zbrojnej Indii Brytyjskich, utworzonej w XIX wieku poprzez połączenie armii trzech prezydencji indyjskich. Rozpad Indii Brytyjskich w 1947 roku na Dominium Inii i Pakistan, a później także Bangladesz, spowodowały rozpoczęcie licznych konfliktów zbrojnych na tle sporu o Kaszmir, w które uwikłani byli żołnierze służący wcześniej w jednej armii.
Od 1947 roku Indie stoczyły trzy wojny z sąsiednim Pakistanem oraz konflikt graniczny z Chińską Republiką Ludową. I wojna o Kaszmir rozpoczęła się, kiedy chcący zachować autonomię ówczesny maharadża Kaszmiru Hari Singh, nie mogąc przeciwstawić się buntowi stanowiących większość populacji muzułmanów i wspierających ich milicji plemion pasztuńskich, podpisał decyzję o przyłączeniu Kaszmiru do Indii. W rezultacie w październiku 1947 roku pakistańska armia, aby nie dopuścić do zbrojnej aneksji regionu, przekroczyła granicę Kaszmiru i Dżammu, szybko zajęła większość Baltistanu i jedyne połączenie pomiędzy Kaszmirem a Ladakh. Z drugiej strony do wojny przystąpiła regularna armia indyjska, ponieważ zgodnie z prawem było to terytorium indyjskie. Od czasu wyznaczenia granicy spornej prowincji jako terenów kontrolowanych w danej chwili przez wojska każdej ze stron, kolejne konflikty nie przyniosły rozstrzygnięć terytorialnych (po III wojnie o Kaszmir ustalona oficjalnie jako Line of Control). W 1971 roku indyjska armia rozstrzygnęła wojnę o niepodległość w Pakistanie Wschodnim, zmuszając Pakistan do uznania Bangladeszu. Spór o Kaszmir przygasł, od kiedy Indie i Pakistan (wcześniej też Chiny) posiadają broń atomową, obecnie przyjął więc formę wyścigu zbrojeń (MAD).
Początkowo wojsko indyjskie było oparte na alianckim sprzęcie z czasów II wojny światowej, tj. czołgach M3 Stuart, M4 Sherman oraz nowszych Centurion Mk3 i AMX-13. W latach 50. w Indiach uruchomiono produkcję belgijskich karabinów FN FAL/UK L1A1, a od 1965 roku lokalnie wyprodukowano ponad 2000 czołgów Vijayanta na licencji brytyjskiej. W latach 60. większość uzbrojenia zaczęto kupować od ZSRR, w tym głównie czołgi T-55, działa M-46 i D-30 oraz zestawy przeciwlotnicze S-75, S-125 i 2K12 Kub. Pod koniec lat 60. drugim co do ważności dostawcą zbrojeniowym dla Hindusów stała się Francja; w kolejnych latach sprowadzono lub wyprodukowano lokalnie tysiące pocisków przeciwpancernych ENTAC, Nord SS.11 i Milan, rozpoczęto też produkcję śmigłowców Alouette III oznaczonych Chetak. Od 1979 roku rodzime czołgi zaczęły zastępować T-72, po dostarczeniu partii 800 maszyn z ZSRR w Indiach uruchomiono w 1988 roku produkcję modelu T-72M1, w latach 80. zakupiono też wozy BMP-1 i zestawy przeciwlotnicze 9K33 Osa, a w Indiach produkowano BMP-2. Po 1991 roku utrzymano kontakty z Federacją Rosyjską, obecnie dwie trzecie indyjskiego uzbrojenia lub technologii zbrojeniowej produkcji pochodzi z ZSRR lub Rosji. Od 2001 roku Indie stały się największym użytkownikiem czołgu T-90S, zamawiając w kolejnych latach ponad 1000 maszyn, po czym rozpoczęto jego produkcję w Indiach wraz z zestawami pocisków przeciwpancernych 9K119 Refleks. W ostatnich latach dużo wyposażenia sprowadzano też z Izraela, m.in. amunicję do czołgów.

## Organizacja

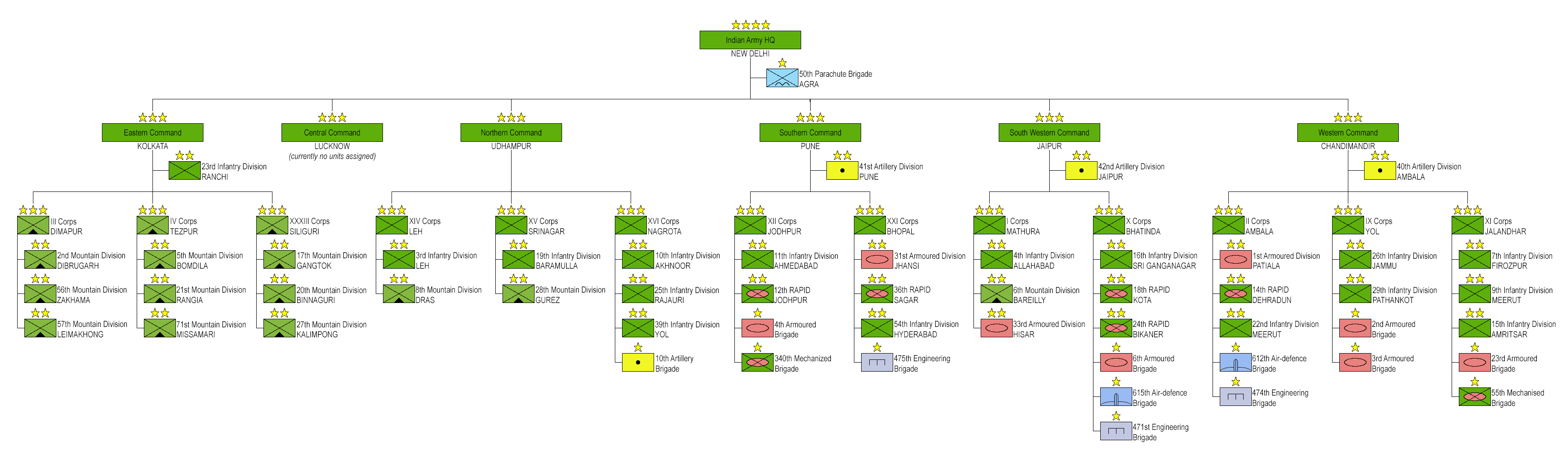
Organizacja Indian Army

Dowództwo wojsk lądowych znajduje się w Nowym Delhi, obecnie składają się one z 34 dywizji.
- Eastern Command (dowództwo wschodnie) w Kolkacie
- Central Command (dowództwo centralne) w Lucknow (bez jednostek)
- Northern Command (dowództwo północne) w Udhampur
- Southern Command (dowództwo południowe) w Pune
- South West Command (dowództwo południowo-zachodnie) w Jaipurze
- Western Command (dowództwo zachodnie) w Chandimandir,

## Podstawowe wyposażenie
| Sprzęt                     | Producent               | Liczba        | Uwagi |  |
| Broń piechoty              | Broń piechoty           | Broń piechoty | Broń piechoty |  |
| -------------------------- | ----------------------- | ------------- | --- |  |
| Pistolet AUTO 9 mm 1A      | Indie · Kanada          |               | 9mm Parabellum, licencyjna wersja kanadyjskiej odmiany Browninga HP |  |
| Karabin INSAS 1B1          | Indie                   |               | 5,56mm NATO, standardowy karabinek piechoty. |  |
| Karabin 1A1/1C             | Indie · Wielka Brytania |               | 7,62×51mm NATO, kopia brytyjskiego L1A1 (FN FAL) z drewnianymi elementami, produkcji OFB, 1C to wersja automatyczna.                                                                                                  |  |
| Karabinek AKM/AK-47        | ZSRR                    |               | Używane też klony vz. 58, md. 63, Arsenal AR |  |
| Karabinek TAR-21           | Indie · Izrael          | 8000          | 5,56mm NATO, Standardowa broń sił specjalnych obok M4A1. |  |
| Karabin SWD59              | Indie · ZSRR            |               | Standardowa broń wyborowa, podstawowym karabinem powtarzalnym jest Mauser SP66. |  |
| Karabin PKM / NSW          | ZSRR                    |               | |  |
| Czołgi                     |                         |               | |  |
| Arjun Mk1                  | Indie                   | 248           | |  |
| T-90S Bhishma              | Rosja · Indie           | 807           | Zamówiono około 1640 |  |
| T-72M1 Ajeya               | ZSRR · Indie            | 1900          | 968 zmodernizowano do Ajeya Mk1/Mk2 |  |
| Bojowe wozy piechoty       |                         |               | |  |
| BMP-2 Sarath               | ZSRR · Indie            | 1500          | |  |
| BMP-1                      | ZSRR · Indie            | 700           | Większość w rezerwie. |  |
| Artyleria                  |                         |               | |  |
| K9 Vajra-T                 | Korea Południowa Indie  | 100           | |  |
| Haubits FH77B              | Szwecja                 | 410           | 155 mm Produkcji Boforsa, dostarczone od 1986 za 1,6 mld USD, rozwijana rodzima wersja w ramach posiadanej licencji i dokumentacji.                                                                                   |  |
| 2S1 Goździk                | ZSRR                    | 110           | |  |
| FV433 Abbot                | Wielka Brytania         | 80            | Planowane pozyskanie 100 szt. K9 Thunder. |  |
| M-46                       | ZSRR                    | 1000          | 200 przezbrojonych do 155 mm przez izraelski Soltam. |  |
| Moździerz L16 81mm         | Wielka Brytania · Indie | 5000          | |  |
| Broń przeciwpancerna       |                         |               | |  |
| Działo bezodrzutowe M40    | Stany Zjednoczone       | 3000          | |  |
| Carl Gustaf MkIII          | Indie · Szwecja         |               | produkcji Ordnance Factories Board (OFB) |  |
| ppk Nag (Cobra)            | Indie                   | 443           | |  |
| ppk MILAN                  | Indie · Francja         | 30 000        | |  |
| ppk 9M133 Kornet           | Rosja                   | 3000          | |  |
| 9K119 Refleks              | Indie · Rosja           | 600           | zamówiono 16 000 |  |
| Śmigłowce                  |                         |               | |  |
| HAL Dhruv                  | Indie                   | 40            | wielozdaniowy |  |
| HAL SA 316B Chetak         | Indie · Francja         | 120           | wielozdaniowy |  |
| HAL SA 315B Cheetah        | Indie · Francja         | 48            | wielozdaniowy, 20 modernizowanych do wersji Cheetal. |  |
| Mi-17                      | ZSRR                    | 6             | transportowy |  |
| Systemy przeciwlotnicze    |                         |               | |  |
| Prithvi Air Defence (PAD)  | Indie                   |               | Rodzimy system egzosferycznych pocisków antybalistyczny. |  |
| Advanced Air Defence (AAD) | Indie                   |               | System endosferycznych pocisków antybalistycznych. |  |
| Akash                      | Indie                   |               | Projekt Defence Research and Development Organisation (DRDO), OFB, BEL (radar Rohini), produkcja Bharat Dynamics Ltd (BDL) i BEL, dwa pułki, zastępują SA-6 Gainful, także na podwoziu T-72, zamówiono 2000 pocisków. |  |
| 9K33 Osa (SA-8 Gecko)      | ZSRR                    | 80            | TELAR, zasięg 15 km. |  |
| 9K38 Igła (SA-18 Grouse)   | Rosja                   | 2250          | MANPADS, zasięg 5 km. |  |
| Pociski balistyczne        |                         |               | |  |
| BrahMos                    | Indie · Rosja           | 130           | Pocisk manewrujący, dwa pułki po 5 wyrzutni, zasięg 300 km, bazuje na P-800 Oniks, ale oprócz okrętów może atakować cele lądowe.                                                                                      |  |
| Prahaar                    | Indie                   |               | PDRDO i BDL, zasięg 150 km. |  |
| Prithvi-I/II/III           | Indie                   |               | zasięg od 150 do 600 km |  |
| Agni-I                     | Indie                   |               | zasięg 800 km |  |
| Agni-II                    | Indie                   |               | zasięg 3300 km |  |
| Agni-III                   | Indie                   |               | zasięg 5000 km |  |
| Inne pojazdy               |                         |               | |  |
| WZT-3M                     | Polska · Indie          | 352           | Wóz zabezpieczenia technicznego, montowane też przez Bharat Earth Movers (BEML Ltd). |  |
| Stallion Mk III/IV         | Indie                   | 60 000        | Ciężarówki 4x4/6x6 5 ton, produkowane przez Ashok Leyland. |  |
| Tata LPTA 713              | Indie                   | 28 000        | Ciężarówki 4x4 2,5 tony. |  |
| BEML Tatra                 | Indie · Czechy          | 7000          | Licencyjne ciężarówki Tatra produkowane od 1986, różne wersje. |  |
| Shaktiman                  | Indie                   | 7000          | Ciężarówki produkcji Ordnance Factories Board. |  |